# Arthur Glacier
Arthur Glacier är en glaciär i Antarktis. Den ligger i Västantarktis. Inget land gör anspråk på området. Arthur Glacier ligger 269 meter över havet.
Terrängen runt Arthur Glacier är kuperad åt nordväst, men åt sydost är den platt. Trakten är obefolkad. Det finns inga samhällen i närheten.